# 武安市
武安市（ぶあん-し）は中華人民共和国河北省邯鄲市に位置する県級市。

## 歴史
県名は武安邑に由来する。『史記』秦本紀によれば前278年（昭襄王29年）に武安君が封じられたことにより、また『史記』正義によれば秦の白起が戦いに勝利し百姓の安泰を得たことより武安と命名されたとされる。
秦代に武安県が設置される。漢末に恒安県と改称されたが後漢になると再び武安県とされた。1265年（至元2年）に廃止となり邯鄲県に編入されたが間もなく再設置、元末にも廃止されたが、明朝が成立すると1368年（洪武元年）に再設置されている。
1958年に廃止となり邯鄲市に編入され武安鉱区とされたが（一部は渉県に編入）、1961年に再設置された。1988年9月1日に県級市に改編され現在に至る。

## 行政区画
- 鎮:武安鎮、康二城鎮、午汲鎮、磁山鎮、伯延鎮、淑村鎮、大同鎮、邑城鎮、砿山鎮、賀進鎮、陽邑鎮、徘徊鎮、冶陶鎮
- 郷:上団城郷、北安荘郷、北安楽郷、西土山郷、西寺荘郷、活水郷、石洞郷、管陶郷、馬家荘郷